# Anna Sandler
Anna Charlotta Margareta Sandler, född 9 maj 1973 i Sollentuna, är en svensk illustratör. 
Anna Sandler har studerat vid Konstskolan Basis, Gerlesborgsskolan i Stockholm och bildlärarutbildningen vid Umeå universitet. Hon är gift med författaren Martin Olczak.

### Barn- och ungdom
- 2000 - Naken om baken, med Martin Olczak
- 2001 - Vända på ända, med Martin Olczak
- 2002 - Elsa och godnattsagorna, med Martin Olczak
- 2004 - Långa landet, text Anna Olsson och Anna Sommansson
- 2005 - Farmor och paradiset, text Victoria Hammar
- 2008 - Gösta tvättar, text Katti Hoflin
- 2009 - Gösta slår sig, text Katti Hoflin

Megakillen
- 2007 - Megakillen - den stora hemligheten, text Martin Olczak
- 2008 - Megakillen i dubbeltrubbel, text Martin Olczak
- 2008 - Megakillen i grevens tid, text Martin Olczak
- 2009 - Megakillen - grymma grabben slår till, text Martin Olczak
- 2009 - Megakillen - en stjärna på teatern, text Martin Olczak
- 2010 - Megakillen och havets skräck
- 2010 - Megakillen blir superkändis

### Läromedel
- 2005 - Tina Tvärtemot, text Peggy Andersson

## Priser och stipendier
- 2001 - Ettårigt arbetsstipendium från Sveriges författarfond
- 2002 - Sollentunas kulturstipendium
- 2003 - Ettårigt arbetsstipendium från Sveriges författarfond
- 2004 - Stipendium från Fotokopieringsfonden
- 2005 - Tvåårigt arbetsstipendium från Sveriges författarfond